# Stammliste der Schelme von Bergen

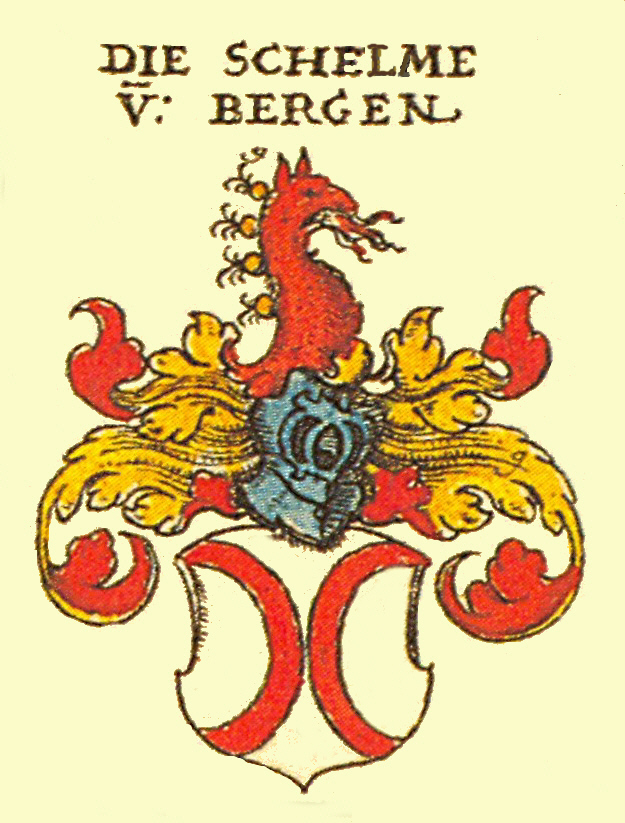
Wappen der Schelme von Bergen (Siebmacher-Wappenbuch, 1605)

Die Schelme von Bergen waren eine ritterständische Adelsfamilie, deren Stammburg im heutigen Frankfurter Stadtteil Bergen lag.

## Gesamtlinie der Schelme von Bergen und Bommersheim
Werner I., Schelm von Bergen, erwähnt 1194
Marquard Schelme, erwähnt 1226
Gerlach I., Schelm von Bommersheim, erwähnt 1255–1272
Dietrich I. Ritter von Bommersheim, erwähnt 1276–1296
Gerlach II. Schelm von Bommersheim, Ritter, erwähnt 1298–1335, 1300–1324 Richter in Rödelheim
Giselbert, erwähnt 1298–1305
Dietrich II. Schelm von Bommersheim und Bergen, erwähnt 1308–1313, † vor 1320
Johann, Ritter, erwähnt 1337 als Mitbesitzer des Gerichts von Seckbach
Dietrich III. erwähnt 1350–1360, verkauft 1357 einen Teil am Gericht Seckbach an seinen Vettern Eberhard I. und Siebold III. Schelm von Bergen
Johann, † vor 1305 ⚭ Aleidis, erwähnt als Witwe 1305–1315
Johannes, Kleriker in Aschaffenburg, erwähnt ab 1308, † 9. Juni 1324, er könnte auch ein Sohn von Hermann I. Schelm von Bergen gewesen sein
Guda, Nonne im Kloster Schmerlenbach, erwähnt 1305–1308
Gertrud, erwähnt 1305
Gerlach, erwähnt ab 1285, † 14. Oktober 1308, erst Kantor seit 1300 Scholaster am Stift St. Peter und Alexander in Aschaffenburg
Hermann I. Schelm von Bergen, erwähnt 1274–1311, 1291–1311 Vicedominus in Aschaffenburg
Gerlach III, Ritter, erwähnt 1326–1333, Gründer der Linie Schelme von Bergen
Wenzel, erwähnt 1323–1342 ⚭ Irmengard, erwähnt 1323
Sibold II., erwähnt 1326
Hermann II., erwähnt 1305–1313 ⚭ Benigna, erwähnt 1305–1309, Tochter des Sifrid von Heusenstamm
Eberhard I., erwähnt ab 1356, † 1376 ⚭ Metza, erwähnt 1370–1382, Stammeltern der Linie zu Otzberg und Umstadt
Johannes, Kleriker in Aschaffenburg, erwähnt ab 1308, † 9. Juni 1324, er könnte auch ein Sohn von Johann († vor 1305) und Aleidis gewesen sein
N.N. (♀), erwähnt 1308 als Nonne im Kloster Ilbenstadt
Sibold I., erwähnt 1285 als frater mit dem Namen „Hermann“
?Mechtild, erwähnt 1276 ⚭ Rudolf von Hochweisel, erwähnt 1252–1276
?Tochter ⚭ Brendel von Bommersheim
Werner II., Schelm von Bommersheim, erwähnt 1255–1282 ⚭ Hedwig, erwähnt 1271, Stammeltern der Linie Bommersheim-Praunheim
Wenzel, erwähnt 1276
Marquard Schelm, erwähnt 1274–1290
Dietrich, genannt Zenichin, erwähnt 1281–1304

### Linie Bommersheim-Praunheim
Werner II., Schelm von Bommersheim, erwähnt 1255–1282 ⚭ Hedwig, erwähnt 1271
Marquard II., erwähnt 1274–1290 ⚭ N.N. ♀
Hedwig, erwähnt 1221–1233 ⚭ Johann von Cronberg (Anteilseigner der Burg Bommersheim)
Wenzel, erwähnt 1276
Theoderich (Dietrich), genannt Zenichin von Bommersheim und Praunheim, genannt ab 1281, † 12. März 1304, Ritter, seit 1290 Burggraf der Starkenburg ⚭ Guda, erwähnt 1296, † 1298 (Eltern: Wolfram I. von Praunheim, Reichsschultheiß von Frankfurt am Main und Liutgard von Hagen-Münzenberg)
Theoderich (Dietrich), genannt Zenichin von Bommersheim, erwähnt ab 1305, † 5. Dezember 1315, Kanoniker am Stift St. Peter und Alexander in Aschaffenburg
Lisa, † vor 1305 ⚭ Winter von Preungesheim
Heilemann oder Heinrich Ritter, erwähnt ab 1303, † 1318, Burggraf der Starkenburg ⚭ Irmengard von Büches (Eltern: Konrad von Büches und Irmengard von Cleen)
Sifrid, erwähnt ab 1317, † 25. November 1346, Kanoniker am Stift St. Peter und Alexander in Aschaffenburg
Konrad von Bommersheim, erwähnt 1322–1369, † vor 1375 ⚭ Metze, erwähnt 1336–1375
Wolf, erwähnt 1375–1377, † vor 1382 ⚭ Grede von Cronberg (Eltern: Ulrich II. von Cronberg und Gertrud von Bellersheim), Gründer der Linie Bommersheim
Ruprecht, erwähnt 1275–1282 ⚭ Katharina Schelris (?)
Wolf, erwähnt 1412
Philipp, erwähnt 1412
Johann, erwähnt 1412
Katharina, erwähnt 1412
Grede, erwähnt 1412
? (als Vater kommt auch Wolfram II. in Betracht) Heilmann von Bommersheim, erwähnt 1365–1382, Domsänger in Worms, Domherr zu Speyer
? (als Vater kommt auch Wolfram II. in Betracht) Eberhard von Bommersheim, erwähnt 1382, † 5. Dezember 1399, Domherr und Domkustos in Speyer, Domherr in Mainz
Theoderich, † 11. Mai 1323, Kanoniker am Stift St. Peter und Alexander in Aschaffenburg
Gisela, erwähnt 1335–1336 ⚭ Gilbrecht Lewe, erwähnt 1332–1347
Johann (Hennichin) von Bommersheim, erwähnt 1322–1375, Ritter ⚭ Katharina, erwähnt 1342–1343
Irmengard, erwähnt 1336 ⚭ Sifrid von Lindau, erwähnt 1316–1358
Wolfram II. von Bommersheim, erwähnt 1322–1375, Ritter ⚭ Geze von Löwenstein (Tochter Wolframs von Löwenstein), in erster Ehe ⚭ Heinrich von Meckenheim
?Guda ⚭ Hans Rüdt von Collenberg, erwähnt 1357–1378
Heilmann von Praunheim, erwähnt 1354–1384, Ritter ⚭ Metze, erwähnt 1384
Dietrich von Praunheim oder von Bommersheim, erwähnt 1354–1370, † vor 1375 ⚭ Gertrud (Gela), erwähnt 1354–1398, † vor 1408 (Eltern: Dietrich Fritz von Dorfelden und Stilla), Gründer der Linie Praunheim
N.N. ♀
Heilmann von Bommersheim, erwähnt 1322–1352, Ritter, † vor 1375 ⚭ Agnes Kämmerin von Worms (Tochter des Johann Kämmerer von Worms), erwähnt 1334–1375
Henne, erwähnt 1398–1386
Gudela, erwähnt 1320–1336 ⚭ Konrad von Bickenbach
Werner von Bommersheim genannt Zenichin, † 15. März 1319, Kanoniker am Stift St. Peter und Alexander in Aschaffenburg
Konrad von Bommersheim, erwähnt ab 1305, † 22. November 1335 Scholaster am Stift St. Peter und Alexander in Aschaffenburg, 1330 in Paris
Wolfram I. genannt Zenichin von Bommersheim oder Praunheim, erwähnt ab 1294, † 6. November 1324, Ritter, 1312–1317 Vicedominus in Aschaffenburg ⚭ N.N. ♀
Heinrich (Heilmann) von Praunheim oder Bommersheim, erwähnt 1334–1354, Ritter ⚭ Liese von Ingelheim
Heilmann von Praunheim, erwähnt 1364–1401, Ritter ⚭ N.N. ♀
Dietrich von Praunheim der Junge, erwähnt 1401
Dietrich von Praunheim, erwähnt 1367, Ritter
?Sifrid von Bommersheim, erwähnt ab 1299, † 7. März 1309
Heinrich (Heilmann) von Praunheim oder Bommersheim, erwähnt 1317–1354 ⚭ Liese von Ingelheim

#### Bommersheim
Wolf, erwähnt 1375–1377, † vor 1382 ⚭ Grede von Cronberg
Wolf, erwähnt 1391–1444, † vor 1446 ⚭ Else, Witwe des Hartmut von Cronberg?
Margarethe ⚭ 1446 Hans von Waldenstein
Ruprecht, erwähnt 1391–1418 ⚭ Guda
Wolf der Junge, erwähnt 1429–1453, 1429–1433 Amtmann in Windecken und Nieder-Erlenbach, 1453 in Heddernheim ⚭ N.N. ♀
Dam (Thomas), erwähnt 1473–1485 ⚭ N.N. ♀
Wilhelm, erwähnt 1488–1524 ⚭ Margarethe von Machdorf, genannt Reineck, werden evangelisch
Wilhelm der Jüngere, erwähnt 1524–1533, † vor 1557 ⚭ Katharina Löw von Steinfurth (Eltern: Jörg Löw von Steinfurth und Margarethe von Muschenheim)
Anton, erwähnt 1561–1583 ⚭ Anna Gans von Otzberg (Eltern: Otto Gans von Otzberg und Magdalena von Langsdorff)
Konrad Balthasar
Johann Eberhard, erwähnt 1604, † 1618 in Lindheim, Bürgermeister in Friedberg, geisteskrank, letzter seiner Linie.
Kaspar Gottfried, erwähnt 1604–1607
Judith, erwähnt 1616–1618 ⚭ Konrad Nicolas von Kellenbach, † 20. Mai 1647
Philipp, erwähnt 1542, † Mai 1549
Dam (Thomas), erwähnt 1488
Ruprecht, erwähnt 1488

#### Praunheim
Dietrich von Praunheim oder von Bommersheim, erwähnt 1354–1370, † vor 1375 ⚭ Gertrud (Gela), erwähnt 1354–1398, † vor 1408
Heilmann, erwähnt 1375–1400, † vor 1406 ⚭ 1384 Kunigunde
Dietrich der Jüngere, erwähnt 1384–1421, † nach 1426 Burgmann in der Pfalz Gelnhausen ⚭ N.N. (Vater: N.N. von Delkenheim, Mutter: N.N. von Sulzbach)
Dietrich, erwähnt 1408 (minderjährig)–1459, † vor 1464 ⚭ Adelheid von Rüdigheim, erwähnt 1439–1443
Dietrich, erwähnt 1442–1477 ⚭ Gräfin Barbara von Alt-Weilnau, erwähnt 1467
Dietrich, erwähnt 1467
Johann, erwähnt 1467
Heilmann, erwähnt 1470–1477 ⚭ N.N. von Dorfelden
Heilmann, erwähnt 1479–1491, 1479 als Burgmann der Burg Friedberg
Gerhard, erwähnt 1483–1498 Burgmann der Burg Friedberg
Karl, erwähnt 1453–1490, Burgmann der Burg Neuleiningen
Stille, erwähnt 1467
Katharina, erwähnt 1467
Kunigunde ⚭ Philipp Wambolt von Umstadt, † 22. Februar 1482
Elchen, Nonne
Jutta, Nonne
Johann, erwähnt ab 1408 (minderjährig), † 1464 ⚭ N.N.
Heilmann, † 1472, begraben im Kaiserdom St. Bartholomäus in Frankfurt am Main
?Philipp, erwähnt 1467–1501 ⚭ um 1480 Margarethe Clebiz von Nalsbach (in 2. Ehe) (Eltern: Henne Clebiz von Nalsbach und Margarethe von Frankenstein)
Philipp, erwähnt 1491–1515
Heilmann, erwähnt ab 1498, † 1. Oktober 1531 ⚭ Lucie Schad von Ostheim (Mutter: N.N. von Hedersdorf)
Jakob * ca. 1509, † 22. September 1560 ⚭ 1528 Anna von Gemmingen, † 31. Mai 1577 (Eltern: Hans von Gemmingen und Susanne von Neuhausen), in 2. Ehe ⚭ 1561 Melchior von Grorod
Joachim * 1541, † 1. März 1560, letzter seiner Linie.
Regina, erwähnt ab 1564, † vor 1577? ⚭ 1564 Heinrich von Obentraut
Margarethe * 1550, † 6. Oktober 1559
Heilmann, † vor 1460
Henne, erwähnt 1460

### Linie der Schelme von Bergen
Gerlach III, Ritter, erwähnt 1326–1333
Hermann III., erwähnt 1330
Sibold III., Ritter, erwähnt 1330–1360 ⚭ Demudis von Rosenberg, erwähnt ab 1354, als Witwe 1377–1382
Sophie, erwähnt 1330
Sibold IV., erwähnt 1354–1395, † vor 1396 ⚭ Liese, Tochter des Johann von Reifenberg, erwähnt ab 1389, † 1414
Liebmud ⚭ 1405 Emmerich von Rinberg
Gerlach V., erwähnt 1407–1442, † 1443 ⚭ nach 1407 Katharina Gans von Otzberg, erwähnt 1417
Demud † 1473 ⚭ Heimann von Scharpenstein
Sibold VII. erwähnt 1442–1466, † vor 1473 ⚭ N.N. (♀)
Sibold
Hans
Philipp, erwähnt 1490–1509, Landschreiber in Alzey
Konrad
Margarete ⚭ Klaus Christ
Ottilie ⚭ Peter von Rosenbach
Johann, erwähnt 1451–1466, Altarist
Gerlach VI., erwähnt 1446–1477, † vor 1478 ⚭ Anna von Selbold (Eltern: Heinrich von Selbold und Meckel von Erfordshausen)
Adam, erwähnt ab 1483, † 1536, 1508 Amtmann von Niedererlenbach ⚭ Dorothea von Karben (Eltern: Hermann von Karben und Katharina von Vilbel)
Andreas, erwähnt 1529–1549, † vor 1566 ⚭ 1.) 1529 Margarethe Schenkin zu Schweinsberg (Vater: Eber[har]t Schenk zu Schweinsberg), 2.) 1533 Anastasia von Mauchenheim gen. Bechtoldsheim (Eltern: Friedrich von Mauchenheim gen. Bechtoldsheim und Amalie von Bödickheim)
aus 1. Ehe: Margarethe, erwähnt 1577–1596 ⚭ Dietrich Gans von Otzberg, † vor 1596
aus 1. Ehe: Barbara, erwähnt ab 1596, † 1622
aus 2. Ehe: Helwig, erwähnt 1559–1573, † vor 1576 ⚭ 1573? Anna Mosbach von Lindenfels
Linie setzt sich fort bis 1768
aus 2. Ehe: Philipp, erwähnt 1559–1596
aus 2. Ehe: Georg, erwähnt 1559–1567, ledig
Jakob, erwähnt 1533–1536
Margarethe, erwähnt 1536–1567
Brüder, erwähnt 1483
Merge, erwähnt 1497
Gerlach, erwähnt 1475
Sifrid III. erwähnt 1444–1486 ⚭ Margarethe von Cronberg (Eltern: Philipp von Cronberg und Anna von Handschuhsheim)
Sifrid, erwähnt 1486, 1487
Sibold VI., 1403–1449
Eva ⚭ † Peter von Rosenbach
Gerlach, erwähnt 1354–1405
Getzele, erwähnt 1380–1393, † vor 1398 ⚭ Walter von Cronberg, Ritter, erwähnt ab 1367, † 1400

### Linie der Schelme von Otzberg und Umstadt
Eberhard I., erwähnt ab 1356, † 1376 ⚭ Metza, erwähnt 1370–1382
Eberhard II., erwähnt 1386–1396, † vor 1400, Vogt in Umstadt
Sibold V., erwähnt 1387–1410, † 1415, Amtmann in Otzberg, Vogt in Umstadt ⚭ Grede, erwähnt 1407
Johann (Hans I.), erwähnt 1412–1446, Amtmann in Otzberg ⚭ Elisabeth von Reifenberg, genannt 1440
Adelheid, erwähnt 1465, † vor 1469 ⚭ 1.) Albrecht von Adelsheim, 2.) Kaspar von Hirschhorn, erwähnt 1430–1465, † vor 1469
Hans II., erwähnt 1452, † um 1457 ⚭ Katharina (Tochter des Volprecht Schenk zu Schweinsberg), in zweiter ehe mit Hermenn Schenk
Katharina, erwähnt 1471, † vor 1489 ⚭ vor 1467 Heinrich von Schenkwald
N.N. (♀),† vor 1489 ⚭ Johann von Görtz
Gertrud, erwähnt 1489 ⚭ Philipp Gans von Otzberg, erwähnt 1465–1504
Magdalene, erwähnt 1464–1471, Äbtissin des Klosters Seligental
Eberhard IV., erwähnt 1453–1472, † vor 1475 ⚭ Anna Gans von Otzberg (Eltern: Dieter Gans von Otzberg und Anna Rüd von Bödigheim)
Philipp, erwähnt ab 1475, 1477 noch minderjährig, † um 1504 (von Hans von Nippenburg erschlagen)
Philipp, erwähnt 1519–1544 ⚭ Amalie von Breidenbach
Heinrich, erwähnt 1554–1562, Amtmann in Gelnhausen, Gründer der Linie Schelme von Bergen in Gelnhausen, setzt sich fort bis 1844
Amalie, erwähnt ab 1537, † 1561, letzte Äbtissin des Klosters Seligental
Agnes, erwähnt 1475–1477 (minderjährig)
Agnes, erwähnt 1475 ⚭ Simon von Balshofen
Karl, erwähnt ab 1443, † 16. Februar 1489 ⚭ 1.) Juntha von Sickingen, 1453, 2.) Margarethe von Adelsheim (Tochter des Zeisolfs von Adelsheim)
Balthasar (aus der 2. Ehe des Vaters), erwähnt ab 1499, † 26. Juli 1546, begraben in Groß-Umstadt ⚭ Margarethe von Habern
Anna, † 6. August 1557 ⚭ Otto von Boyneburg
Dorothea ⚭ 1.) Reinhard von Bobenhausen, genannt Mernolffs, 1560, 2.) Johann Eberhard von Nordeck zur Rabenau, † vor 1596
Metze, erwähnt 1424–1451 ⚭ Henne von Büches zu Höchst
Grede
Eberhard III., erwähnt 1417–1446 ⚭ N.N.
Itel, erwähnt 1464–1469, Ritter ⚭ N.N.
Itel, erwähnt ab 1475 (minderjährig)-1494, † vor 1499, 1490: Burgvogt von Burg Achalm ⚭ 1485 Anna von Nippenburg
Hermann, erwähnt 1379–1387, † vor 1395
Sifrid II., erwähnt 1379–1401